# Mangambeu
Genres associés
Ben-skin, Lali, Ndanji,
Le mangambeu est une musique et une danse traditionnelle du Cameroun. Originaires des environs de Bangangté. C'est une danse traditionnelle Bamiléké. Les danseurs évoluent à petits pas en se déhanchant et parfois avec le torse penché vers l'avant. La musique est jouée par des Xylophones et des percussions traditionnelle par les hommeset dansée par les hommes et les femmes. Le mangambeu est né au début des années 1950 à Vendja-Bagangté dans le département du Ndé à l’initiative d’un groupe de jeunes. En effet,à l’occasion de la veillée mortuaire du notable Mafeun Biatat, ce groupe de jeune dansait le Netchaa au rythme du tam-tam.
La musique devint si explosive que du Netchaa on passa à un air nouveau qui conquit le cœur de toute l’assistance. Parmi les danseuses,une jeune fille s’illustr et retint particulièrement l’attention de l’assistance.La jeune Dangmi Marie, fille de Moussa Tontchap éclaboussa de son talent de danseuse la soirée ;elle fut la plus applaudie et appelée par l’assistance de son nom « généalogique » en guise d’éloges, « MANGAMBEU », d’où la naissance de ce rythme. Le mangambeu est généralement utilisé pour animer diverses cérémonies et occasions festives ;cérémonie célébrant une naissance ou un mariage par exemple.

## Description
La danse et le rythme mangambeu, pratiqués particulièrement à l’Ouest du Cameroun, chez les Bamiléké sont accompagnés par des tambours et des sanzas mambala et servent à animer les cérémonies de naissance et autres occasions de divertissements festifs. Chez les Balengou et les Bamena, le mangambeu, également dit, tchatcho, sert à célébrer des prouesses réalisées par des gens d’exception.
Généralement, le Mangambeu se caractérise par une musique modale, oscillant entre deux accords. Malgré cela, on dénote peu d'improvisations instrumentales mélodiques qui laissent plus place à des improvisations rythmiques. Ce qui fait la caractéristique de ce genre est aussi la complexité rythmique et les rôles attribués. La basse (ou instrument faisant office de basse) joue généralement en 4/4, là où les percussions comme la batterie et les xylophones jouent en 3/4 ou 6/8. la guitare ou autres instruments harmonico-mélodiques jouent en général sur les deux signatures rythmiques qui se superposent.
Pierre didy Tchakounté est considéré à juste titre comme le père du mangambeu moderne parce qu’il a réussi à créer un mélange harmonieux entre les instruments africains traditionnels et les instruments modernes. Ses albums Mythologie du Magambeu, Magambeu sophistiqué lui ont valu le surnom de « Roi mangambeu ».
Commen figures emblématiques du mangambeu, on peut citer : Daniel Njiké, Nya Directeur , Noutcha Paul, Gapitcha , le guitariste « Gaucher» Jack Djeyim, Deboulon qui a consacré tout un album sur Nya Thadée.

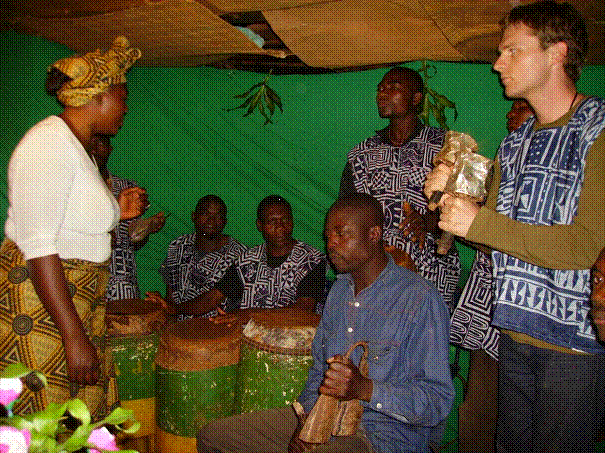
Benskin ensemble in their rehearsal space in performance attire
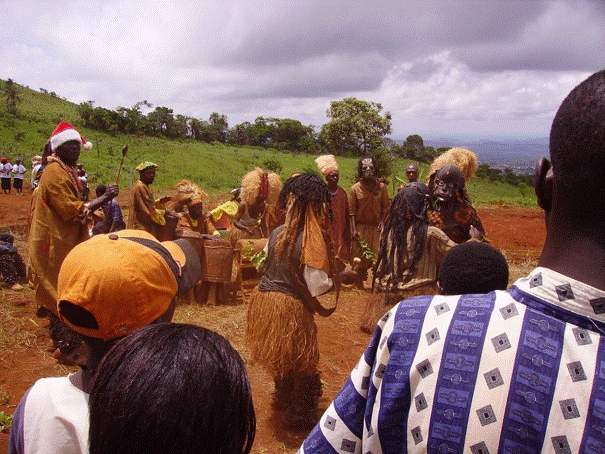
Lali ensemble in full regalia playing out
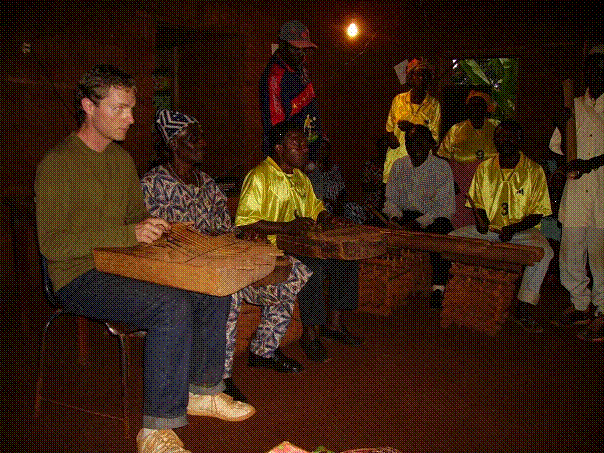
Mangambeu ensemble in rehearsal performance
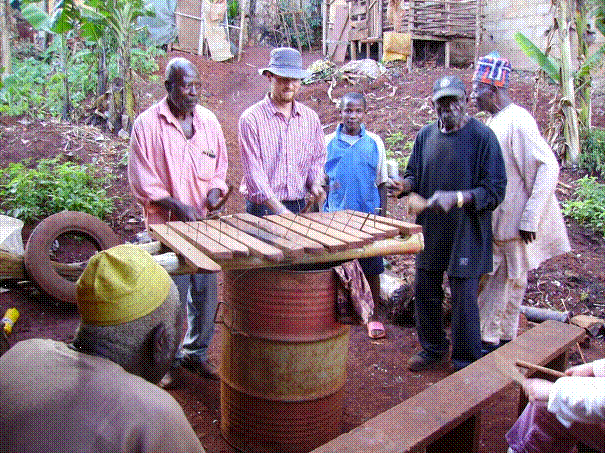
Rehearsing Ndanji

## Quelques artistes de Mangambeu
- Pierre Didy Tchakounté
- Pierre Tchana